# Реп'євський район
Реп'євський район (рос. Репьёвский район) — адміністративна одиниця на заході Воронезької області Росії. 
Адміністративний центр — село Реп'євка.

## Географія
Реп'євський район знаходиться в західній частині Воронезької області і межує з Острогозьким, Хохольським і Нижньодівицьким районами області, а також Красненським районом і міським округом Старий Оскол Бєлгородської області.
Площа - 940 км². Основні річки - Потудань та її притоки.

## Економіка
Сільськогосподарське виробництво району представлено 11 сільгосппідприємствами, 20 селянсько-фермерськими господарствами та 7243 особистими господарствами населення. Станом на 01.01.2007 року площа сільськогосподарських угідь в цілому по району становить 79 046 га, в тому числі 54 827 га ріллі. Розвиваються рослинництво (зернові та зернобобові культури, соняшник, цукровий буряк) й тваринництво.